# The Colossus of New York
The Colossus of New York este un film SF american din 1958 regizat de Eugène Lourié. În rolurile principale joacă actorii Ross Martin, Otto Kruger, John Baragrey, Mala Powers și Charles Herbert.

## Prezentare
Chirurgul William Spensser face un transplant de creier de la nepotului său Jeremy, care a murit într-un accident de mașină, în craniul unui imens robot antropomorf conceput și construit de un alt nepot, dr. Henry Spensser. Prin noul corp mecanic Jeremy revine la viață dobândind puterea de a hipnotiza și de a prezice viitorul, precum și puterea supraomenească și capacitatea de a emite raze distructive.  

## Distribuție
- John Baragrey - Dr. Henry Spensser
- Mala Powers - Anne Spensser
- Otto Kruger - Dr. William Spensser
- Robert Hutton - Dr. John Robert Carrington
- Ross Martin - Dr. Jeremy 'Jerry' Spensser
- Charles Herbert - Billy Spensser
- Ed Wolff - The Colossus
- Roy Engel
- George Douglas
- Dick Nelson[3]